# Відовре (футбольний клуб)
Спортивна асоціація «Відовре» (дан. Hvidovre Idrætsforening) — данський футбольний клуб з однойменного міста, заснований у 1925 році. Виступає у Першій лізі. Домашні матчі приймає на однойменному стадіоні, місткістю 12 000 глядачів.

## Досягнення
- Чемпіонат Данії
  - Чемпіон (3): 1966, 1973, 1981
  - Срібний призер (1): 1971
  - Бронзовий призер (1): 1970

- Кубок Данії
  - Володар (1): 1980.